# Famille Wagner
Pour les articles homonymes, voir Wagner.

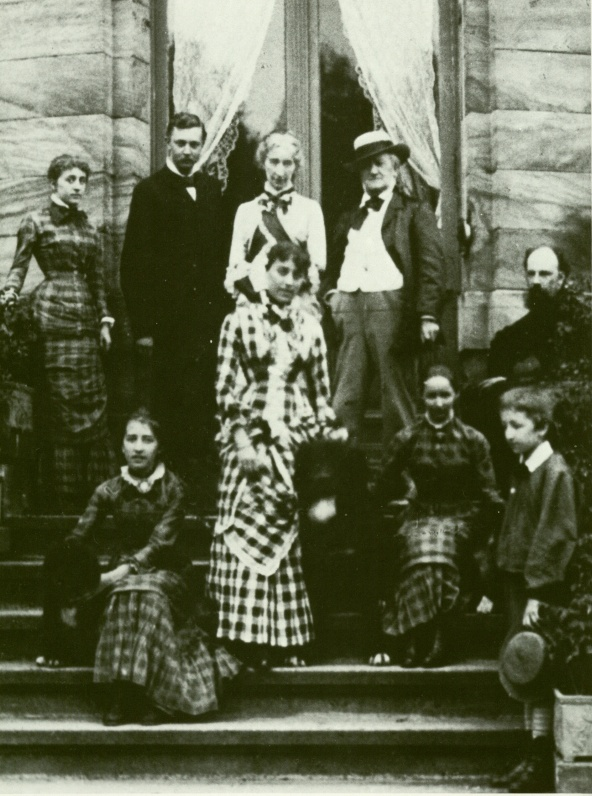
Famille Wagner.

Cet article présente la famille de Richard Wagner, compositeur allemand, dont les descendants sont encore aujourd'hui à la tête du Festival de Bayreuth.
Légende : * Année de naissance, † Année de décès, × Mariage.
Carl Friedrich Wilhelm Wagner (* 1770 † 1813), fonctionnaire de police 
 × 1798 Johanna Rosine Pätz (* 1778 † 1848), remariée en 1814 au peintre Ludwig Geyer (* 1779 † 1821), qui pourrait être le père biologique de Richard Wagner
1. Albert Wagner (* 1799 † 1874), chanteur lyrique et metteur en scène 
 × 1828 Elise Gollmann (* 1800 † 1864)
  1. Franziska Wagner (* 1829 † 1895) 
 × 1854 Alexander Ritter (* 1833 † 1896), musicien et compositeur
  2. Marie Wagner (* 1831 † 1876) 
 × 1851 Karl Jacoby, commerçant
  3. Johanna Wagner (* 1828 † 1894), adoptée, fille biologique d’Eduard Freiherr von Bock von Wülfingen, chanteuse d’opéra et comédienne 
 × 1859 Alfred Jachmann (* 1829 † 1918), homme politique
2. Carl Gustav Wagner (* 1801 † 1802)
3. Rosalie Wagner (* 1803 † 1837), comédienne 
 × 1836 Oswald Marbach (* 1810 † 1890), universitaire
4. Carl Julius Wagner (* 1804 † 1862)
5. Luise Wagner (* 1805 † 1872), comédienne 
 × 1828 Friedrich Brockhaus (* 1800 † 1865), éditeur
6. Klara Wagner (* 1807 † 1875), chanteuse lyrique 
 × 1829 Heinrich Wolfram (* 1800 † 1874), chanteur lyrique, plus tard commerçant
7. Maria Theresia Wagner (* 1809 † 1814)
8. Ottilie Wagner (* 1811 † 1883) 
 × 1836 Hermann Brockhaus (* 1806 † 1877), philologue
9. Richard Wagner (* 1813 † 1883), compositeur et théoricien de la musique 
 × 1. 1836 Minna Planer (* 1809 † 1866), comédienne 
 × 2. 1870 Cosima Liszt (* 1837 † 1930), fille de Franz Liszt et Marie d’Agoult, divorcée en 1870 du chef d’orchestre Hans von Bülow, dont trois enfants (parmi lesquels deux avec von Bülow : Daniela et Blandine) :
  1. Isolde Ludowitz von Bülow (* 1865 † 1919) 
 × 1900 Franz Beidler (* 1872 † 1930), chef d’orchestre
    1. Franz Wilhelm Beidler (* 1901 † 1981)

  2. Eva von Bülow (* 1867 † 1942) 
 × 1908 Houston Stewart Chamberlain (* 1855 † 1927), écrivain
  3. Siegfried Wagner (* 1869 † 1930), compositeur, chef d’orchestre et metteur en scène 
 × 1915 Winifred Williams (* 1897 † 1980), fille adoptive du pianiste Karl Klindworth
    1. Wieland Wagner (* 1917 † 1966), metteur en scène 
 × 1941 Gertrud Reissinger (* 1916 † 1998), danseuse et chorégraphe
      1. Iris Wagner (* 1942)
      2. Wolf-Siegfried Wagner (* 1943) 
 × 1. Malo Osthoff
 × 2. Eleonore Gräfin Lehndorff
        1. Joy Olivia Wagner

      3. Nike Wagner (* 1945), dramaturge et écrivain 
 × 1. Jean Launay
 × 2. Jürg Stenzl (* 1942), musicologue
        1. Louise Launay

      4. Daphne Wagner (* 1946), comédienne 
 × Udo Proksch (* 1943 † 2001)

    2. Friedelind Wagner (* 1918 † 1991)
    3. Wolfgang Wagner (* 1919 † 2010), metteur en scène 
 × 1. 1943 Ellen Drexel (* 1919 † 2002), divorcés en 1976 
 × 2. 1976 Gudrun Mack-Armann (* 1944 † 2007)
      1. Eva Wagner (* 1945), entrepreneur de théâtre 
 × Yves Pasquier, producteur de cinéma
        1. Antoine Amadeus Pasquier (* 1982)

      2. Gottfried Wagner (* 1947), musicologue 
 × 1. Beatrix Kraus 
 × 2. Teresina Rosetti
        1. Eugenio Wagner

      3. Katharina Friederike Wagner (* 1978), metteur en scène

    4. Verena Wagner (* 1920) 
 × 1943 Bodo Lafferentz (* 1897 † 1974), universitaire
      1. Améli Lafferentz (* 1944) 
 × Manfred Hohmann
        1. Christopher Hohmann

      2. Manfred Lafferentz (* 1945) 
 × Gunhild Mix
        1. Leif Lafferentz

      3. Winifred Lafferentz (* 1947) 
 × Paul Arminjon
        1. Wendy Arminjon
        2. Mathias Arminjon

      4. Wieland Lafferentz (* 1949) 
 × Isabella Weiß
        1. Verena Maja Lafferentz (* 1981), chanteuse de jazz

      5. Verena Lafferentz (* 1952) 
 × Tilo Schnekenburger